# 아랍에미리트의 국장

아랍에미리트의 국장

아랍에미리트의 국장은 1973년에 처음 제정되었으며 현재의 국장은 2008년 3월 22일에 제정되었다.
쿠라이시의 매라고 부르는 금색 매 모양의 디자인 가운데에 그려져 있는 원 안쪽에는 아랍에미리트의 국기 문양이 그려져 있으며 원 바깥쪽에는 아랍에미리트를 구성하는 7개의 토후국을 의미하는 7개의 별이 장식되어 있다.
매가 발톱에 붙잡고 있는 빨간색 리본에는 "아랍에미리트 연방"("الإمارات العربيّة المتّحدة")이라는 문구가 아랍어로 쓰여져 있다.
1973년부터 2008년까지 사용된 국장 가운데에 그려져 있던 원 안쪽에는 빨간색 바탕에 아랍 범선 디자인이 그려져 있었으며 원 바깥쪽에는 쇠사슬이 감싸고 있는 문양이 그려져 있었다.

## 역대 아랍에미리트의 국장

아랍에미리트의 국장 (1973년-2008년)